# Corinne Foxx
Pour les articles homonymes, voir Foxx.
Corinne Marie Foxx est une mannequin et actrice américaine née le 15 février 1994 à Los Angeles (Californie). Elle est la fille de Jamie Foxx.

## Biographie

### Jeunesse
Corinne Foxx est la fille du chanteur et acteur Jamie Foxx et de Connie Kline. À l'âge de 6 ans, elle fait sa première apparition télévisée en effectuant un cameo dans The Jamie Foxx Show. Adolescente, elle fréquente le lycée privé de Sierra Canyon à Chatsworth où elle est pom pom girl. En 2016, elle sort diplômée de l'université de Californie du Sud en relations publiques. Après l'université, elle suit des cours de comédie au American Academy of Dramatic Arts.

## Carrière

### Carrière de mannequin
Corinne Foxx fait ses débuts en tant que mannequin au Bal des débutantes en novembre 2014. Signée par l'agence LA Models, elle pose pour sa première couverture en février 2015, pour le magazine Rollacoaster. À l'occasion de la 73e cérémonie des Golden Globes, Corinne Foxx officie en tant que Miss Golden Globe. En septembre 2016, Corinne Foxx parade à la Fashion Week de New York pour Yeezy. En juillet 2017, la mannequin lance son blog de mode Foxxtales.com. En 2018, elle devient DJ pour la saison 2 de l'émission Beat Shazam (en) diffusée sur la FOX et présentée par son père. En septembre 2017, la mannequin fait son retour à la Fashion Week de New York en paradant pour la styliste Sherri Hill (en),.

### Carrière d'actrice
Corinne Foxx fait ses débuts d'actrice dans la série télévisée Sweet/Vicious en 2016; laquelle est annulée après sa première saison. Elle fait ses débuts au cinéma en 2019 en jouant dans le film d'horreur 47 Meters Down: Uncaged.
Elle participe à la production de la sitcom Arrête Papa, tu me fais honte ! qui met son père en vedette.

## Carrière Télévisuelle; DJ à l’émission de TV Beat Shazam sur les ondes de FOX
Sauf indication contraire, les informations mentionnées dans cette section peuvent être confirmées par la base de données cinématographiques IMDb,  présente dans la section « Liens externes ».

### Actrice

#### Cinéma
- 2019 : 47 Meters Down: Uncaged de Johannes Roberts : Sasha Riley
- 2020 : Safety de Reginald Hudlin : Kaycee Stone
- 2022 : All-Star Weekend de Jamie Foxx : Suyin

#### Séries télévisées
- 2016 : Sweet/Vicious : Rachel (1 épisode)
- 2022 : Dollface : Ruby (5 épisodes)

#### Clips
- 2013 : Happy de Pharrell Williams : une danseuse

### Productrice
- 2021 : Arrête Papa, tu me fais honte ! (Dad Stop Embarrassing Me!) (série TV)